# Aglyptus
Aglyptus is een geslacht van vliesvleugeligen uit de familie Encyrtidae. De wetenschappelijke naam van dit geslacht is voor het eerst geldig gepubliceerd in 1856 door Förster.

## Soorten
Het geslacht Aglyptus is monotypisch en omvat slechts de volgende soort:
- Aglyptus rufus (Dalman, 1820)